# Eleições europeias de 2019 em Vila Nova de Famalicão

## Resultados Oficiais
| Partido                 | Partido                        | Votos   | %               | +/-  |
| ----------------------- | ------------------------------ | ------- | --------------- | ---- |
|                         | Partido Socialista             | 16 143  | 33,26 / 100,00  | 1,13 |
|                         | Partido Social Democrata       | 12 246  | 25,23 / 100,00  | -    |
|                         | CDS – Partido Popular          | 6 172   | 12,72 / 100,00  | -    |
|                         | Bloco de Esquerda              | 3 526   | 7,26 / 100,00   | 3,85 |
|                         | Pessoas–Animais–Natureza       | 1 896   | 3,91 / 100,00   | 2,87 |
|                         | Coligação Democrática Unitária | 1 548   | 3,19 / 100,00   | 3,31 |
|                         | LIVRE                          | 523     | 1,08 / 100,00   | 0,26 |
|                         | Outros (com menos de 1,00%)    | 2 403   | 4,96 / 100,00   |      |
| Votos Inválidos         | Votos Inválidos                | 4 081   | 8,41 / 100,00   | 1,07 |
| Total                   | Total                          | 48 538  | 100,00 / 100,00 |      |
| Eleitorado/Participação | Eleitorado/Participação        | 119 096 | 40,76 / 100,00  | 0,86 |

## Resultados por Freguesia
Os resultados seguintes referem-se aos partidos que obtiveram mais de 1,00% dos votos:
| Freguesia                           | %     | %     | %     | %     | %    | %    | %    | Votantes |
| Freguesia                           | PS    | PSD   | CDS   | BE    | PAN  | CDU  | L    | Votantes |
| ----------------------------------- | ----- | ----- | ----- | ----- | ---- | ---- | ---- | -------- |
| Antas e Abade de Vermoim            | 27,58 | 26,98 | 14,69 | 7,06  | 5,05 | 2,82 | 1,38 | 2 832    |
| Arnoso e Sezures                    | 31,79 | 28,46 | 8,63  | 6,81  | 4,31 | 3,48 | 1,14 | 1 321    |
| Avidos e Lagoa                      | 35,34 | 23,93 | 12,71 | 7,24  | 3,25 | 1,58 | 0,83 | 1 078    |
| Bairro                              | 34,31 | 30,64 | 7,74  | 7,09  | 3,10 | 4,40 | 0,49 | 1 227    |
| Brufe                               | 34,98 | 25,65 | 13,05 | 6,19  | 3,37 | 3,60 | 0,90 | 889      |
| Carreira e Bente                    | 37,46 | 26,30 | 8,95  | 4,97  | 3,98 | 5,08 | 1,33 | 905      |
| Castelões                           | 39,65 | 21,44 | 10,43 | 9,25  | 3,82 | 1,62 | 2,06 | 681      |
| Cruz                                | 31,62 | 21,64 | 18,31 | 5,55  | 2,36 | 2,22 | 1,53 | 721      |
| Delães                              | 46,87 | 16,77 | 6,70  | 9,22  | 3,67 | 4,39 | 1,15 | 1 389    |
| Esmeriz e Cabeçudos                 | 28,52 | 28,61 | 14,67 | 7,50  | 3,26 | 2,20 | 0,65 | 1 227    |
| Fradelos                            | 31,52 | 35,29 | 8,60  | 5,09  | 3,34 | 1,49 | 0,61 | 1 139    |
| Gavião                              | 33,77 | 25,81 | 13,30 | 7,52  | 3,76 | 1,81 | 1,59 | 1 383    |
| Gondifelos, Cavalões e Outiz        | 25,41 | 33,71 | 16,73 | 5,74  | 3,50 | 1,75 | 0,44 | 1 602    |
| Joane                               | 33,26 | 16,89 | 23,13 | 8,38  | 3,20 | 2,54 | 1,09 | 3 031    |
| Landim                              | 38,17 | 23,88 | 11,23 | 7,85  | 5,34 | 1,64 | 0,87 | 917      |
| Lemenhe, Mouquim e Jesufrei         | 30,76 | 28,09 | 14,87 | 5,35  | 3,38 | 1,81 | 0,87 | 1 271    |
| Louro                               | 39,40 | 20,89 | 14,76 | 6,24  | 1,77 | 3,12 | 0,83 | 962      |
| Lousado                             | 40,09 | 21,36 | 7,00  | 7,14  | 4,08 | 3,86 | 1,02 | 1 372    |
| Mogege                              | 35,52 | 24,76 | 14,69 | 6,15  | 2,52 | 3,22 | 0,84 | 715      |
| Nine                                | 34,27 | 28,07 | 10,65 | 5,61  | 3,68 | 2,23 | 0,68 | 1 033    |
| Oliveira (Santa Maria)              | 37,39 | 22,40 | 6,16  | 11,32 | 3,66 | 5,33 | 0,92 | 1 201    |
| Oliveira (São Mateus)               | 41,78 | 20,83 | 8,22  | 8,55  | 4,28 | 5,92 | 0,44 | 912      |
| Pedome                              | 39,62 | 17,35 | 10,11 | 7,38  | 3,69 | 7,24 | 1,37 | 732      |
| Pousada de Saramagos                | 38,64 | 19,72 | 11,88 | 8,42  | 3,81 | 3,69 | 0,69 | 867      |
| Requião                             | 29,70 | 29,86 | 11,73 | 7,38  | 3,69 | 2,54 | 1,48 | 1 219    |
| Riba de Ave                         | 35,81 | 24,35 | 5,33  | 7,64  | 4,11 | 9,29 | 1,08 | 1 388    |
| Ribeirão                            | 28,90 | 34,16 | 10,61 | 5,55  | 4,18 | 1,69 | 0,97 | 3 083    |
| Ruivães e Novais                    | 46,94 | 17,08 | 9,98  | 5,78  | 5,08 | 3,59 | 0,61 | 1 142    |
| Seide                               | 28,90 | 31,17 | 12,50 | 6,33  | 3,25 | 1,46 | 0,81 | 616      |
| Vale (São Cosme), Telhado e Portela | 29,66 | 26,69 | 17,37 | 5,79  | 2,57 | 2,62 | 0,55 | 1 986    |
| Vale (São Martinho)                 | 30,56 | 27,44 | 13,52 | 6,63  | 3,38 | 1,82 | 2,21 | 769      |
| Vermoim                             | 38,27 | 26,05 | 10,17 | 6,33  | 3,12 | 3,39 | 1,34 | 1 121    |
| Vila Nova de Famalicão e Calendário | 29,47 | 22,62 | 14,41 | 9,17  | 5,26 | 3,70 | 1,48 | 7 320    |
| Vilarinho das Cambas                | 29,36 | 37,78 | 12,73 | 3,90  | 2,05 | 0,82 | 1,03 | 487      |
| Vila Nova de Famalicão              | 33,26 | 25,23 | 12,72 | 7,26  | 3,91 | 3,19 | 1,08 | 48 538   |

#### Antas e Abade de Vermoim
| Partido                 | Partido                        | Votos | %               | +/-  |
| ----------------------- | ------------------------------ | ----- | --------------- | ---- |
|                         | Partido Socialista             | 781   | 27,58 / 100,00  | 2,20 |
|                         | Partido Social Democrata       | 764   | 26,98 / 100,00  | -    |
|                         | CDS – Partido Popular          | 416   | 14,69 / 100,00  | -    |
|                         | Bloco de Esquerda              | 200   | 7,06 / 100,00   | 3,36 |
|                         | Pessoas–Animais–Natureza       | 143   | 5,05 / 100,00   | 4,24 |
|                         | Coligação Democrática Unitária | 80    | 2,82 / 100,00   | 4,32 |
|                         | Iniciativa Liberal             | 42    | 1,48 / 100,00   | Novo |
|                         | LIVRE                          | 39    | 1,38 / 100,00   | 0,53 |
|                         | Nós, Cidadãos!                 | 32    | 1,13 / 100,00   | Novo |
|                         | Outros (com menos de 1,00%)    | 101   | 3,55 / 100,00   |      |
| Votos Inválidos         | Votos Inválidos                | 234   | 8,26 / 100,00   | 0,82 |
| Total                   | Total                          | 2 832 | 100,00 / 100,00 |      |
| Eleitorado/Participação | Eleitorado/Participação        | 6 400 | 44,25 / 100,00  | 4,99 |

#### Arnoso e Sezures
| Partido                 | Partido                        | Votos | %               | +/-  |
| ----------------------- | ------------------------------ | ----- | --------------- | ---- |
|                         | Partido Socialista             | 420   | 31,79 / 100,00  | 3,12 |
|                         | Partido Social Democrata       | 376   | 28,46 / 100,00  | -    |
|                         | CDS – Partido Popular          | 114   | 8,63 / 100,00   | -    |
|                         | Bloco de Esquerda              | 90    | 6,81 / 100,00   | 4,48 |
|                         | Pessoas–Animais–Natureza       | 57    | 4,31 / 100,00   | 3,48 |
|                         | Coligação Democrática Unitária | 46    | 3,48 / 100,00   | 3,29 |
|                         | LIVRE                          | 15    | 1,14 / 100,00   | 0,06 |
|                         | Basta!                         | 14    | 1,06 / 100,00   | 0,83 |
|                         | Outros (com menos de 1,00%)    | 38    | 2,87 / 100,00   |      |
| Votos Inválidos         | Votos Inválidos                | 151   | 11,43 / 100,00  | 3,30 |
| Total                   | Total                          | 1 321 | 100,00 / 100,00 |      |
| Eleitorado/Participação | Eleitorado/Participação        | 3 228 | 40,92 / 100,00  | 0,78 |

#### Avidos e Lagoa
| Partido                 | Partido                        | Votos | %               | +/-  |
| ----------------------- | ------------------------------ | ----- | --------------- | ---- |
|                         | Partido Socialista             | 381   | 35,34 / 100,00  | 1,03 |
|                         | Partido Social Democrata       | 258   | 23,93 / 100,00  | -    |
|                         | CDS – Partido Popular          | 137   | 12,71 / 100,00  | -    |
|                         | Bloco de Esquerda              | 78    | 7,24 / 100,00   | 4,47 |
|                         | Pessoas–Animais–Natureza       | 35    | 3,25 / 100,00   | 1,82 |
|                         | Coligação Democrática Unitária | 17    | 1,58 / 100,00   | 2,01 |
|                         | Basta!                         | 14    | 1,30 / 100,00   | 0,58 |
|                         | Aliança                        | 12    | 1,11 / 100,00   | Novo |
|                         | Outros (com menos de 1,00%)    | 42    | 3,89 / 100,00   |      |
| Votos Inválidos         | Votos Inválidos                | 104   | 9,64 / 100,00   | 1,75 |
| Total                   | Total                          | 1 078 | 100,00 / 100,00 |      |
| Eleitorado/Participação | Eleitorado/Participação        | 2 291 | 47,05 / 100,00  | 4,22 |

#### Bairro
| Partido                 | Partido                        | Votos | %               | +/-  |
| ----------------------- | ------------------------------ | ----- | --------------- | ---- |
|                         | Partido Socialista             | 421   | 34,31 / 100,00  | 2,18 |
|                         | Partido Social Democrata       | 376   | 30,64 / 100,00  | -    |
|                         | CDS – Partido Popular          | 95    | 7,74 / 100,00   | -    |
|                         | Bloco de Esquerda              | 87    | 7,09 / 100,00   | 3,86 |
|                         | Coligação Democrática Unitária | 54    | 4,40 / 100,00   | 2,21 |
|                         | Pessoas–Animais–Natureza       | 38    | 3,10 / 100,00   | 2,05 |
|                         | Outros (com menos de 1,00%)    | 66    | 5,38 / 100,00   |      |
| Votos Inválidos         | Votos Inválidos                | 90    | 7,33 / 100,00   | 1,03 |
| Total                   | Total                          | 1 227 | 100,00 / 100,00 |      |
| Eleitorado/Participação | Eleitorado/Participação        | 3 190 | 38,46 / 100,00  | 1,87 |

#### Brufe
| Partido                 | Partido                                         | Votos | %               | +/-  |
| ----------------------- | ----------------------------------------------- | ----- | --------------- | ---- |
|                         | Partido Socialista                              | 311   | 34,98 / 100,00  | 5,68 |
|                         | Partido Social Democrata                        | 228   | 25,65 / 100,00  | -    |
|                         | CDS – Partido Popular                           | 116   | 13,05 / 100,00  | -    |
|                         | Bloco de Esquerda                               | 55    | 6,19 / 100,00   | 4,06 |
|                         | Coligação Democrática Unitária                  | 32    | 3,60 / 100,00   | 3,37 |
|                         | Pessoas–Animais–Natureza                        | 30    | 3,37 / 100,00   | 2,42 |
|                         | Partido Comunista dos Trabalhadores Portugueses | 10    | 1,12 / 100,00   | 0,17 |
|                         | Outros (com menos de 1,00%)                     | 43    | 5,84 / 100,00   |      |
| Votos Inválidos         | Votos Inválidos                                 | 64    | 7,20 / 100,00   | 2,59 |
| Total                   | Total                                           | 889   | 100,00 / 100,00 |      |
| Eleitorado/Participação | Eleitorado/Participação                         | 2 044 | 43,49 / 100,00  | 2,60 |

#### Carreira e Bente
| Partido                 | Partido                        | Votos | %               | +/-  |
| ----------------------- | ------------------------------ | ----- | --------------- | ---- |
|                         | Partido Socialista             | 339   | 37,46 / 100,00  | 4,03 |
|                         | Partido Social Democrata       | 238   | 26,30 / 100,00  | -    |
|                         | CDS – Partido Popular          | 81    | 8,95 / 100,00   | -    |
|                         | Coligação Democrática Unitária | 46    | 5,08 / 100,00   | 1,77 |
|                         | Bloco de Esquerda              | 45    | 4,97 / 100,00   | 3,10 |
|                         | Pessoas–Animais–Natureza       | 36    | 3,98 / 100,00   | 2,74 |
|                         | LIVRE                          | 12    | 1,33 / 100,00   | 0,50 |
|                         | Aliança                        | 11    | 1,22 / 100,00   | Novo |
|                         | Outros (com menos de 1,00%)    | 23    | 2,55 / 100,00   |      |
| Votos Inválidos         | Votos Inválidos                | 74    | 8,17 / 100,00   | 2,15 |
| Total                   | Total                          | 905   | 100,00 / 100,00 |      |
| Eleitorado/Participação | Eleitorado/Participação        | 2 334 | 38,77 / 100,00  | 0,77 |

#### Castelões
| Partido                 | Partido                        | Votos | %               | +/-  |
| ----------------------- | ------------------------------ | ----- | --------------- | ---- |
|                         | Partido Socialista             | 270   | 39,65 / 100,00  | 2,24 |
|                         | Partido Social Democrata       | 146   | 21,44 / 100,00  | -    |
|                         | CDS – Partido Popular          | 71    | 10,43 / 100,00  | -    |
|                         | Bloco de Esquerda              | 63    | 9,25 / 100,00   | 6,12 |
|                         | Pessoas–Animais–Natureza       | 26    | 3,82 / 100,00   | 2,48 |
|                         | LIVRE                          | 14    | 2,06 / 100,00   | 0,72 |
|                         | Coligação Democrática Unitária | 11    | 1,62 / 100,00   | 4,34 |
|                         | Basta!                         | 7     | 1,03 / 100,00   | 0,58 |
|                         | Outros (com menos de 1,00%)    | 20    | 2,94 / 100,00   |      |
| Votos Inválidos         | Votos Inválidos                | 53    | 7,78 / 100,00   | 0,32 |
| Total                   | Total                          | 681   | 100,00 / 100,00 |      |
| Eleitorado/Participação | Eleitorado/Participação        | 1 775 | 38,37 / 100,00  | 0,03 |

#### Cruz
| Partido                 | Partido                         | Votos | %               | +/-  |
| ----------------------- | ------------------------------- | ----- | --------------- | ---- |
|                         | Partido Socialista              | 228   | 31,62 / 100,00  | 0,11 |
|                         | Partido Social Democrata        | 156   | 21,64 / 100,00  | -    |
|                         | CDS – Partido Popular           | 132   | 18,31 / 100,00  | -    |
|                         | Bloco de Esquerda               | 40    | 5,55 / 100,00   | 3,57 |
|                         | Pessoas–Animais–Natureza        | 17    | 2,36 / 100,00   | 1,37 |
|                         | Coligação Democrática Unitária  | 16    | 2,22 / 100,00   | 3,73 |
|                         | LIVRE                           | 11    | 1,53 / 100,00   | 0,68 |
|                         | Partido Democrático Republicano | 9     | 1,22 / 100,00   | Novo |
|                         | Outros (com menos de 1,00%)     | 23    | 3,20 / 100,00   |      |
| Votos Inválidos         | Votos Inválidos                 | 89    | 12,34 / 100,00  | 3,27 |
| Total                   | Total                           | 721   | 100,00 / 100,00 |      |
| Eleitorado/Participação | Eleitorado/Participação         | 1 483 | 48,62 / 100,00  | 0,36 |

#### Delães
| Partido                 | Partido                        | Votos | %               | +/-  |
| ----------------------- | ------------------------------ | ----- | --------------- | ---- |
|                         | Partido Socialista             | 651   | 46,87 / 100,00  | 0,62 |
|                         | Partido Social Democrata       | 233   | 16,77 / 100,00  | -    |
|                         | Bloco de Esquerda              | 128   | 9,22 / 100,00   | 5,47 |
|                         | CDS – Partido Popular          | 93    | 6,70 / 100,00   | -    |
|                         | Coligação Democrática Unitária | 61    | 4,39 / 100,00   | 4,06 |
|                         | Pessoas–Animais–Natureza       | 51    | 3,67 / 100,00   | 2,92 |
|                         | LIVRE                          | 16    | 1,15 / 100,00   | 0,06 |
|                         | Nós, Cidadãos!                 | 15    | 1,08 / 100,00   | Novo |
|                         | Basta!                         | 14    | 1,01 / 100,00   | 0,20 |
|                         | Outros (com menos de 1,00%)    | 48    | 3,46 / 100,00   |      |
| Votos Inválidos         | Votos Inválidos                | 79    | 5,69 / 100,00   | 0,99 |
| Total                   | Total                          | 1 389 | 100,00 / 100,00 |      |
| Eleitorado/Participação | Eleitorado/Participação        | 3 627 | 38,30 / 100,00  | 1,04 |

#### Esmeriz e Cabeçudos
| Partido                 | Partido                        | Votos | %               | +/-  |
| ----------------------- | ------------------------------ | ----- | --------------- | ---- |
|                         | Partido Social Democrata       | 351   | 28,61 / 100,00  | -    |
|                         | Partido Socialista             | 350   | 28,52 / 100,00  | 0,76 |
|                         | CDS – Partido Popular          | 180   | 14,67 / 100,00  | -    |
|                         | Bloco de Esquerda              | 92    | 7,50 / 100,00   | 3,59 |
|                         | Pessoas–Animais–Natureza       | 40    | 3,26 / 100,00   | 2,59 |
|                         | Coligação Democrática Unitária | 27    | 2,20 / 100,00   | 1,46 |
|                         | Basta!                         | 14    | 1,14 / 100,00   | 0,47 |
|                         | Outros (com menos de 1,00%)    | 64    | 5,21 / 100,00   |      |
| Votos Inválidos         | Votos Inválidos                | 109   | 8,88 / 100,00   | 1,57 |
| Total                   | Total                          | 1 227 | 100,00 / 100,00 |      |
| Eleitorado/Participação | Eleitorado/Participação        | 3 164 | 38,78 / 100,00  | 0,47 |

#### Fradelos
| Partido                 | Partido                        | Votos | %               | +/-  |
| ----------------------- | ------------------------------ | ----- | --------------- | ---- |
|                         | Partido Social Democrata       | 402   | 35,29 / 100,00  | -    |
|                         | Partido Socialista             | 359   | 31,52 / 100,00  | 0,38 |
|                         | CDS – Partido Popular          | 98    | 8,60 / 100,00   | -    |
|                         | Bloco de Esquerda              | 58    | 5,09 / 100,00   | 3,41 |
|                         | Pessoas–Animais–Natureza       | 38    | 3,34 / 100,00   | 3,15 |
|                         | Coligação Democrática Unitária | 17    | 1,49 / 100,00   | 2,61 |
|                         | Aliança                        | 14    | 1,23 / 100,00   | Novo |
|                         | Outros (com menos de 1,00%)    | 43    | 3,77 / 100,00   |      |
| Votos Inválidos         | Votos Inválidos                | 110   | 9,65 / 100,00   | 2,56 |
| Total                   | Total                          | 1 139 | 100,00 / 100,00 |      |
| Eleitorado/Participação | Eleitorado/Participação        | 3 372 | 33,78 / 100,00  | 1,00 |

#### Gavião
| Partido                 | Partido                                         | Votos | %               | +/-  |
| ----------------------- | ----------------------------------------------- | ----- | --------------- | ---- |
|                         | Partido Socialista                              | 467   | 33,77 / 100,00  | 3,78 |
|                         | Partido Social Democrata                        | 357   | 25,81 / 100,00  | -    |
|                         | CDS – Partido Popular                           | 184   | 13,30 / 100,00  | -    |
|                         | Bloco de Esquerda                               | 104   | 7,52 / 100,00   | 4,94 |
|                         | Pessoas–Animais–Natureza                        | 52    | 3,76 / 100,00   | 2,76 |
|                         | Coligação Democrática Unitária                  | 25    | 1,81 / 100,00   | 3,41 |
|                         | LIVRE                                           | 22    | 1,59 / 100,00   | 0,59 |
|                         | Partido Comunista dos Trabalhadores Portugueses | 15    | 1,08 / 100,00   | 0,49 |
|                         | Outros (com menos de 1,00%)                     | 61    | 4,41 / 100,00   |      |
| Votos Inválidos         | Votos Inválidos                                 | 96    | 6,94 / 100,00   | 0,36 |
| Total                   | Total                                           | 1 383 | 100,00 / 100,00 |      |
| Eleitorado/Participação | Eleitorado/Participação                         | 3 333 | 41,49 / 100,00  | 0,14 |

#### Gondifelos, Cavalões e Outiz
| Partido                 | Partido                        | Votos | %               | +/-  |
| ----------------------- | ------------------------------ | ----- | --------------- | ---- |
|                         | Partido Social Democrata       | 540   | 33,71 / 100,00  | -    |
|                         | Partido Socialista             | 407   | 25,41 / 100,00  | 0,88 |
|                         | CDS – Partido Popular          | 268   | 16,73 / 100,00  | -    |
|                         | Bloco de Esquerda              | 92    | 5,74 / 100,00   | 2,74 |
|                         | Pessoas–Animais–Natureza       | 56    | 3,50 / 100,00   | 2,83 |
|                         | Coligação Democrática Unitária | 28    | 1,75 / 100,00   | 2,66 |
|                         | Outros (com menos de 1,00%)    | 78    | 4,87 / 100,00   |      |
| Votos Inválidos         | Votos Inválidos                | 133   | 8,30 / 100,00   | 1,56 |
| Total                   | Total                          | 1 602 | 100,00 / 100,00 |      |
| Eleitorado/Participação | Eleitorado/Participação        | 4 487 | 35,70 / 100,00  | 1,39 |

#### Joane
| Partido                 | Partido                        | Votos | %               | +/-  |
| ----------------------- | ------------------------------ | ----- | --------------- | ---- |
|                         | Partido Socialista             | 1 008 | 33,26 / 100,00  | 3,03 |
|                         | CDS – Partido Popular          | 701   | 23,13 / 100,00  | -    |
|                         | Partido Social Democrata       | 512   | 16,89 / 100,00  | -    |
|                         | Bloco de Esquerda              | 254   | 8,38 / 100,00   | 4,61 |
|                         | Pessoas–Animais–Natureza       | 97    | 3,20 / 100,00   | 2,45 |
|                         | Coligação Democrática Unitária | 77    | 2,54 / 100,00   | 3,23 |
|                         | LIVRE                          | 33    | 1,09 / 100,00   | 0,64 |
|                         | Outros (com menos de 1,00%)    | 115   | 3,80 / 100,00   |      |
| Votos Inválidos         | Votos Inválidos                | 234   | 7,72 / 100,00   | 1,65 |
| Total                   | Total                          | 3 031 | 100,00 / 100,00 |      |
| Eleitorado/Participação | Eleitorado/Participação        | 6 986 | 43,39 / 100,00  | 0,92 |

#### Landim
| Partido                 | Partido                        | Votos | %               | +/-  |
| ----------------------- | ------------------------------ | ----- | --------------- | ---- |
|                         | Partido Socialista             | 350   | 38,17 / 100,00  | 6,16 |
|                         | Partido Social Democrata       | 219   | 23,88 / 100,00  | -    |
|                         | CDS – Partido Popular          | 103   | 11,23 / 100,00  | -    |
|                         | Bloco de Esquerda              | 72    | 7,85 / 100,00   | 5,30 |
|                         | Pessoas–Animais–Natureza       | 49    | 5,34 / 100,00   | 3,81 |
|                         | Coligação Democrática Unitária | 15    | 1,64 / 100,00   | 1,94 |
|                         | Outros (com menos de 1,00%)    | 49    | 5,34 / 100,00   |      |
| Votos Inválidos         | Votos Inválidos                | 60    | 6,54 / 100,00   | 0,11 |
| Total                   | Total                          | 917   | 100,00 / 100,00 |      |
| Eleitorado/Participação | Eleitorado/Participação        | 2 595 | 35,34 / 100,00  | 0,13 |

#### Lemenhe, Mouquim e Jesufrei
| Partido                 | Partido                         | Votos | %               | +/-  |
| ----------------------- | ------------------------------- | ----- | --------------- | ---- |
|                         | Partido Socialista              | 391   | 30,76 / 100,00  | 0,66 |
|                         | Partido Social Democrata        | 357   | 28,09 / 100,00  | -    |
|                         | CDS – Partido Popular           | 189   | 14,87 / 100,00  | -    |
|                         | Bloco de Esquerda               | 68    | 5,35 / 100,00   | 3,18 |
|                         | Pessoas–Animais–Natureza        | 43    | 3,38 / 100,00   | 2,99 |
|                         | Coligação Democrática Unitária  | 23    | 1,81 / 100,00   | 1,68 |
|                         | Partido Democrático Republicano | 14    | 1,10 / 100,00   | Novo |
|                         | Outros (com menos de 1,00%)     | 54    | 4,25 / 100,00   |      |
| Votos Inválidos         | Votos Inválidos                 | 132   | 10,38 / 100,00  | 2,31 |
| Total                   | Total                           | 1 271 | 100,00 / 100,00 |      |
| Eleitorado/Participação | Eleitorado/Participação         | 2 798 | 45,43 / 100,00  | 0,39 |

#### Louro
| Partido                 | Partido                        | Votos | %               | +/-  |
| ----------------------- | ------------------------------ | ----- | --------------- | ---- |
|                         | Partido Socialista             | 379   | 39,40 / 100,00  | 3,43 |
|                         | Partido Social Democrata       | 201   | 20,89 / 100,00  | -    |
|                         | CDS – Partido Popular          | 142   | 14,76 / 100,00  | -    |
|                         | Bloco de Esquerda              | 60    | 6,24 / 100,00   | 3,41 |
|                         | Coligação Democrática Unitária | 30    | 3,12 / 100,00   | 1,18 |
|                         | Pessoas–Animais–Natureza       | 17    | 1,77 / 100,00   | 1,32 |
|                         | Basta!                         | 10    | 1,04 / 100,00   | 0,59 |
|                         | Outros (com menos de 1,00%)    | 42    | 4,37 / 100,00   |      |
| Votos Inválidos         | Votos Inválidos                | 81    | 8,42 / 100,00   | 1,65 |
| Total                   | Total                          | 962   | 100,00 / 100,00 |      |
| Eleitorado/Participação | Eleitorado/Participação        | 1 960 | 49,08 / 100,00  | 3,58 |

#### Lousado
| Partido                 | Partido                        | Votos | %               | +/-  |
| ----------------------- | ------------------------------ | ----- | --------------- | ---- |
|                         | Partido Socialista             | 550   | 40,09 / 100,00  | 1,23 |
|                         | Partido Social Democrata       | 293   | 21,36 / 100,00  | -    |
|                         | Bloco de Esquerda              | 98    | 7,14 / 100,00   | 2,91 |
|                         | CDS – Partido Popular          | 96    | 7,00 / 100,00   | -    |
|                         | Pessoas–Animais–Natureza       | 56    | 4,08 / 100,00   | 2,53 |
|                         | Coligação Democrática Unitária | 53    | 3,86 / 100,00   | 3,12 |
|                         | LIVRE                          | 14    | 1,02 / 100,00   | 0,46 |
|                         | Nós, Cidadãos!                 | 14    | 1,02 / 100,00   | Novo |
|                         | Iniciativa Liberal             | 14    | 1,02 / 100,00   | Novo |
|                         | Outros (com menos de 1,00%)    | 49    | 3,57 / 100,00   |      |
| Votos Inválidos         | Votos Inválidos                | 135   | 9,84 / 100,00   | 2,50 |
| Total                   | Total                          | 1 372 | 100,00 / 100,00 |      |
| Eleitorado/Participação | Eleitorado/Participação        | 3 460 | 39,65 / 100,00  | 1,52 |

#### Mogege
| Partido                 | Partido                        | Votos | %               | +/-  |
| ----------------------- | ------------------------------ | ----- | --------------- | ---- |
|                         | Partido Socialista             | 254   | 35,52 / 100,00  | 1,43 |
|                         | Partido Social Democrata       | 177   | 24,76 / 100,00  | -    |
|                         | CDS – Partido Popular          | 105   | 14,69 / 100,00  | -    |
|                         | Bloco de Esquerda              | 44    | 6,15 / 100,00   | 3,13 |
|                         | Coligação Democrática Unitária | 23    | 3,22 / 100,00   | 2,27 |
|                         | Pessoas–Animais–Natureza       | 18    | 2,52 / 100,00   | 0,87 |
|                         | Outros (com menos de 1,00%)    | 43    | 6,01 / 100,00   |      |
| Votos Inválidos         | Votos Inválidos                | 51    | 7,13 / 100,00   | 0,01 |
| Total                   | Total                          | 715   | 100,00 / 100,00 |      |
| Eleitorado/Participação | Eleitorado/Participação        | 1 755 | 40,74 / 100,00  | 0,51 |

#### Nine
| Partido                 | Partido                        | Votos | %               | +/-  |
| ----------------------- | ------------------------------ | ----- | --------------- | ---- |
|                         | Partido Socialista             | 354   | 34,27 / 100,00  | 0,43 |
|                         | Partido Social Democrata       | 290   | 28,07 / 100,00  | -    |
|                         | CDS – Partido Popular          | 110   | 10,65 / 100,00  | -    |
|                         | Bloco de Esquerda              | 58    | 5,61 / 100,00   | 2,59 |
|                         | Pessoas–Animais–Natureza       | 38    | 3,68 / 100,00   | 2,51 |
|                         | Coligação Democrática Unitária | 23    | 2,23 / 100,00   | 3,72 |
|                         | Aliança                        | 13    | 1,26 / 100,00   | Novo |
|                         | Outros (com menos de 1,00%)    | 51    | 4,94 / 100,00   |      |
| Votos Inválidos         | Votos Inválidos                | 96    | 9,30 / 100,00   | 2,08 |
| Total                   | Total                          | 1 033 | 100,00 / 100,00 |      |
| Eleitorado/Participação | Eleitorado/Participação        | 2 602 | 39,70 / 100,00  | 0,63 |

#### Oliveira Santa Maria
| Partido                 | Partido                        | Votos | %               | +/-  |
| ----------------------- | ------------------------------ | ----- | --------------- | ---- |
|                         | Partido Socialista             | 449   | 37,39 / 100,00  | 0,32 |
|                         | Partido Social Democrata       | 269   | 22,40 / 100,00  | -    |
|                         | Bloco de Esquerda              | 136   | 11,32 / 100,00  | 4,52 |
|                         | CDS – Partido Popular          | 74    | 6,16 / 100,00   | -    |
|                         | Coligação Democrática Unitária | 64    | 5,33 / 100,00   | 4,32 |
|                         | Pessoas–Animais–Natureza       | 44    | 3,66 / 100,00   | 2,50 |
|                         | Outros (com menos de 1,00%)    | 57    | 4,75 / 100,00   |      |
| Votos Inválidos         | Votos Inválidos                | 108   | 8,99 / 100,00   | 2,27 |
| Total                   | Total                          | 1 201 | 100,00 / 100,00 |      |
| Eleitorado/Participação | Eleitorado/Participação        | 3 169 | 37,90 / 100,00  | 1,79 |

#### Oliveira São Mateus
| Partido                 | Partido                                         | Votos | %               | +/-   |
| ----------------------- | ----------------------------------------------- | ----- | --------------- | ----- |
|                         | Partido Socialista                              | 381   | 41,78 / 100,00  | 5,89  |
|                         | Partido Social Democrata                        | 190   | 20,83 / 100,00  | -     |
|                         | Bloco de Esquerda                               | 78    | 8,55 / 100,00   | 5,11  |
|                         | CDS – Partido Popular                           | 75    | 8,22 / 100,00   | -     |
|                         | Coligação Democrática Unitária                  | 54    | 5,92 / 100,00   | 12,57 |
|                         | Pessoas–Animais–Natureza                        | 39    | 4,28 / 100,00   | 3,00  |
|                         | Partido Comunista dos Trabalhadores Portugueses | 11    | 1,21 / 100,00   | 0,36  |
|                         | Outros (com menos de 1,00%)                     | 28    | 3,07 / 100,00   |       |
| Votos Inválidos         | Votos Inválidos                                 | 56    | 6,14 / 100,00   | 1,23  |
| Total                   | Total                                           | 912   | 100,00 / 100,00 |       |
| Eleitorado/Participação | Eleitorado/Participação                         | 2 280 | 40,00 / 100,00  | 1,83  |

#### Pedome
| Partido                 | Partido                                         | Votos | %               | +/-  |
| ----------------------- | ----------------------------------------------- | ----- | --------------- | ---- |
|                         | Partido Socialista                              | 290   | 39,62 / 100,00  | 2,05 |
|                         | Partido Social Democrata                        | 127   | 17,35 / 100,00  | -    |
|                         | CDS – Partido Popular                           | 74    | 10,11 / 100,00  | -    |
|                         | Bloco de Esquerda                               | 54    | 7,38 / 100,00   | 3,79 |
|                         | Coligação Democrática Unitária                  | 53    | 7,24 / 100,00   | 4,30 |
|                         | Pessoas–Animais–Natureza                        | 27    | 3,69 / 100,00   | 2,92 |
|                         | Aliança                                         | 12    | 1,64 / 100,00   | Novo |
|                         | LIVRE                                           | 10    | 1,37 / 100,00   | 0,47 |
|                         | Partido Comunista dos Trabalhadores Portugueses | 9     | 1,23 / 100,00   | 0,05 |
|                         | Outros (com menos de 1,00%)                     | 23    | 3,14 / 100,00   |      |
| Votos Inválidos         | Votos Inválidos                                 | 53    | 7,24 / 100,00   | 0,70 |
| Total                   | Total                                           | 732   | 100,00 / 100,00 |      |
| Eleitorado/Participação | Eleitorado/Participação                         | 1 928 | 37,97 / 100,00  | 0,18 |

#### Pousada de Saramagos
| Partido                 | Partido                        | Votos | %               | +/-  |
| ----------------------- | ------------------------------ | ----- | --------------- | ---- |
|                         | Partido Socialista             | 335   | 38,64 / 100,00  | 0,16 |
|                         | Partido Social Democrata       | 171   | 19,72 / 100,00  | -    |
|                         | CDS – Partido Popular          | 103   | 11,88 / 100,00  | -    |
|                         | Bloco de Esquerda              | 73    | 8,42 / 100,00   | 5,52 |
|                         | Pessoas–Animais–Natureza       | 33    | 3,81 / 100,00   | 2,03 |
|                         | Coligação Democrática Unitária | 32    | 3,69 / 100,00   | 5,23 |
|                         | Basta!                         | 10    | 1,15 / 100,00   | 0,26 |
|                         | Outros (com menos de 1,00%)    | 31    | 3,57 / 100,00   |      |
| Votos Inválidos         | Votos Inválidos                | 79    | 9,11 / 100,00   | 1,97 |
| Total                   | Total                          | 867   | 100,00 / 100,00 |      |
| Eleitorado/Participação | Eleitorado/Participação        | 2 104 | 41,21 / 100,00  | 2,50 |

#### Requião
| Partido                 | Partido                        | Votos | %               | +/-  |
| ----------------------- | ------------------------------ | ----- | --------------- | ---- |
|                         | Partido Social Democrata       | 364   | 29,86 / 100,00  | -    |
|                         | Partido Socialista             | 362   | 29,70 / 100,00  | 0,31 |
|                         | CDS – Partido Popular          | 143   | 11,73 / 100,00  | -    |
|                         | Bloco de Esquerda              | 90    | 7,38 / 100,00   | 3,78 |
|                         | Pessoas–Animais–Natureza       | 45    | 3,69 / 100,00   | 2,83 |
|                         | Coligação Democrática Unitária | 31    | 2,54 / 100,00   | 2,09 |
|                         | LIVRE                          | 18    | 1,48 / 100,00   | 0,71 |
|                         | Aliança                        | 13    | 1,07 / 100,00   | Novo |
|                         | Outros (com menos de 1,00%)    | 33    | 2,70 / 100,00   |      |
| Votos Inválidos         | Votos Inválidos                | 120   | 9,85 / 100,00   | 3,43 |
| Total                   | Total                          | 1 219 | 100,00 / 100,00 |      |
| Eleitorado/Participação | Eleitorado/Participação        | 2 830 | 43,07 / 100,00  | 2,68 |

#### Riba de Ave
| Partido                 | Partido                                         | Votos | %               | +/-  |
| ----------------------- | ----------------------------------------------- | ----- | --------------- | ---- |
|                         | Partido Socialista                              | 497   | 35,81 / 100,00  | 0,94 |
|                         | Partido Social Democrata                        | 338   | 24,35 / 100,00  | -    |
|                         | Coligação Democrática Unitária                  | 129   | 9,29 / 100,00   | 6,38 |
|                         | Bloco de Esquerda                               | 106   | 7,64 / 100,00   | 2,66 |
|                         | CDS – Partido Popular                           | 74    | 5,33 / 100,00   | -    |
|                         | Pessoas–Animais–Natureza                        | 57    | 4,11 / 100,00   | 3,52 |
|                         | Aliança                                         | 18    | 1,30 / 100,00   | Novo |
|                         | Nós, Cidadãos!                                  | 17    | 1,22 / 100,00   | Novo |
|                         | Partido Comunista dos Trabalhadores Portugueses | 16    | 1,15 / 100,00   | 0,09 |
|                         | LIVRE                                           | 15    | 1,08 / 100,00   | 0,42 |
|                         | Outros (com menos de 1,00%)                     | 38    | 2,74 / 100,00   |      |
| Votos Inválidos         | Votos Inválidos                                 | 83    | 5,98 / 100,00   | 0,17 |
| Total                   | Total                                           | 1 388 | 100,00 / 100,00 |      |
| Eleitorado/Participação | Eleitorado/Participação                         | 3 209 | 43,25 / 100,00  | 0,68 |

#### Ribeirão
| Partido                 | Partido                        | Votos | %               | +/-  |
| ----------------------- | ------------------------------ | ----- | --------------- | ---- |
|                         | Partido Social Democrata       | 1 053 | 34,16 / 100,00  | -    |
|                         | Partido Socialista             | 891   | 28,90 / 100,00  | 0,23 |
|                         | CDS – Partido Popular          | 327   | 10,61 / 100,00  | -    |
|                         | Bloco de Esquerda              | 171   | 5,55 / 100,00   | 2,59 |
|                         | Pessoas–Animais–Natureza       | 129   | 4,18 / 100,00   | 3,36 |
|                         | Coligação Democrática Unitária | 52    | 1,69 / 100,00   | 2,09 |
|                         | Outros (com menos de 1,00%)    | 173   | 5,61 / 100,00   |      |
| Votos Inválidos         | Votos Inválidos                | 287   | 9,31 / 100,00   | 0,53 |
| Total                   | Total                          | 3 083 | 100,00 / 100,00 |      |
| Eleitorado/Participação | Eleitorado/Participação        | 7 740 | 39,83 / 100,00  | 0,37 |

#### Ruivães e Novais
| Partido                 | Partido                        | Votos | %               | +/-  |
| ----------------------- | ------------------------------ | ----- | --------------- | ---- |
|                         | Partido Socialista             | 536   | 46,94 / 100,00  | 1,33 |
|                         | Partido Social Democrata       | 195   | 17,09 / 100,00  | -    |
|                         | CDS – Partido Popular          | 114   | 9,98 / 100,00   | -    |
|                         | Bloco de Esquerda              | 66    | 5,78 / 100,00   | 3,03 |
|                         | Pessoas–Animais–Natureza       | 58    | 5,08 / 100,00   | 3,49 |
|                         | Coligação Democrática Unitária | 41    | 3,59 / 100,00   | 1,99 |
|                         | Outros (com menos de 1,00%)    | 56    | 4,90 / 100,00   |      |
| Votos Inválidos         | Votos Inválidos                | 76    | 6,66 / 100,00   | 0,16 |
| Total                   | Total                          | 1 142 | 100,00 / 100,00 |      |
| Eleitorado/Participação | Eleitorado/Participação        | 2 752 | 41,50 / 100,00  | 2,11 |

#### Seide
| Partido                 | Partido                        | Votos | %               | +/-  |
| ----------------------- | ------------------------------ | ----- | --------------- | ---- |
|                         | Partido Social Democrata       | 192   | 31,17 / 100,00  | -    |
|                         | Partido Socialista             | 178   | 28,90 / 100,00  | 0,71 |
|                         | CDS – Partido Popular          | 77    | 12,50 / 100,00  | -    |
|                         | Bloco de Esquerda              | 39    | 6,33 / 100,00   | 3,67 |
|                         | Pessoas–Animais–Natureza       | 20    | 3,25 / 100,00   | 2,54 |
|                         | Coligação Democrática Unitária | 9     | 1,46 / 100,00   | 1,38 |
|                         | Basta!                         | 7     | 1,14 / 100,00   | 0,78 |
|                         | Outros (com menos de 1,00%)    | 27    | 4,39 / 100,00   |      |
| Votos Inválidos         | Votos Inválidos                | 67    | 10,87 / 100,00  | 1,29 |
| Total                   | Total                          | 616   | 100,00 / 100,00 |      |
| Eleitorado/Participação | Eleitorado/Participação        | 1 430 | 43,08 / 100,00  | 3,99 |

#### Vale São Cosme, Telhado e Portela
| Partido                 | Partido                        | Votos | %               | +/-  |
| ----------------------- | ------------------------------ | ----- | --------------- | ---- |
|                         | Partido Socialista             | 589   | 29,66 / 100,00  | 0,35 |
|                         | Partido Social Democrata       | 530   | 26,69 / 100,00  | -    |
|                         | CDS – Partido Popular          | 345   | 17,37 / 100,00  | -    |
|                         | Bloco de Esquerda              | 115   | 5,79 / 100,00   | 2,88 |
|                         | Coligação Democrática Unitária | 52    | 2,62 / 100,00   | 2,83 |
|                         | Pessoas–Animais–Natureza       | 51    | 2,57 / 100,00   | 1,70 |
|                         | Basta!                         | 20    | 1,01 / 100,00   | 0,14 |
|                         | Outros (com menos de 1,00%)    | 95    | 4,78 / 100,00   |      |
| Votos Inválidos         | Votos Inválidos                | 189   | 9,51 / 100,00   | 0,59 |
| Total                   | Total                          | 1 986 | 100,00 / 100,00 |      |
| Eleitorado/Participação | Eleitorado/Participação        | 4 811 | 41,28 / 100,00  | 0,88 |

#### Vale São Martinho
| Partido                 | Partido                                         | Votos | %               | +/-  |
| ----------------------- | ----------------------------------------------- | ----- | --------------- | ---- |
|                         | Partido Socialista                              | 235   | 30,56 / 100,00  | 2,92 |
|                         | Partido Social Democrata                        | 211   | 27,44 / 100,00  | -    |
|                         | CDS – Partido Popular                           | 104   | 13,52 / 100,00  | -    |
|                         | Bloco de Esquerda                               | 51    | 6,63 / 100,00   | 3,65 |
|                         | Pessoas–Animais–Natureza                        | 26    | 3,38 / 100,00   | 2,39 |
|                         | LIVRE                                           | 17    | 2,21 / 100,00   | 1,64 |
|                         | Coligação Democrática Unitária                  | 14    | 1,82 / 100,00   | 1,30 |
|                         | Aliança                                         | 8     | 1,04 / 100,00   | Novo |
|                         | Partido Comunista dos Trabalhadores Portugueses | 8     | 1,04 / 100,00   | 0,19 |
|                         | Outros (com menos de 1,00%)                     | 16    | 2,08 / 100,00   |      |
| Votos Inválidos         | Votos Inválidos                                 | 79    | 10,27 / 100,00  | 2,90 |
| Total                   | Total                                           | 769   | 100,00 / 100,00 |      |
| Eleitorado/Participação | Eleitorado/Participação                         | 1 825 | 42,14 / 100,00  | 3,80 |

#### Vermoim
| Partido                 | Partido                        | Votos | %               | +/-  |
| ----------------------- | ------------------------------ | ----- | --------------- | ---- |
|                         | Partido Socialista             | 429   | 38,27 / 100,00  | 0,80 |
|                         | Partido Social Democrata       | 292   | 26,05 / 100,00  | -    |
|                         | CDS – Partido Popular          | 114   | 10,17 / 100,00  | -    |
|                         | Bloco de Esquerda              | 71    | 6,33 / 100,00   | 1,89 |
|                         | Coligação Democrática Unitária | 38    | 3,39 / 100,00   | 2,44 |
|                         | Pessoas–Animais–Natureza       | 35    | 3,12 / 100,00   | 2,29 |
|                         | LIVRE                          | 15    | 1,34 / 100,00   | 0,23 |
|                         | Aliança                        | 13    | 1,16 / 100,00   | Novo |
|                         | Nós, Cidadãos!                 | 12    | 1,07 / 100,00   | Novo |
|                         | Outros (com menos de 1,00%)    | 27    | 2,41 / 100,00   |      |
| Votos Inválidos         | Votos Inválidos                | 75    | 6,69 / 100,00   | 0,12 |
| Total                   | Total                          | 1 121 | 100,00 / 100,00 |      |
| Eleitorado/Participação | Eleitorado/Participação        | 2 711 | 41,35 / 100,00  | 1,31 |

#### Vila Nova de Famalicão e Calendário
| Partido                 | Partido                        | Votos  | %               | +/-  |
| ----------------------- | ------------------------------ | ------ | --------------- | ---- |
|                         | Partido Socialista             | 2 157  | 29,47 / 100,00  | 1,35 |
|                         | Partido Social Democrata       | 1 656  | 22,62 / 100,00  | -    |
|                         | CDS – Partido Popular          | 1 055  | 14,41 / 100,00  | -    |
|                         | Bloco de Esquerda              | 671    | 9,17 / 100,00   | 4,85 |
|                         | Pessoas–Animais–Natureza       | 385    | 5,26 / 100,00   | 3,64 |
|                         | Coligação Democrática Unitária | 271    | 3,70 / 100,00   | 3,69 |
|                         | LIVRE                          | 108    | 1,48 / 100,00   | 0,70 |
|                         | Basta!                         | 82     | 1,12 / 100,00   | 0,41 |
|                         | Aliança                        | 81     | 1,11 / 100,00   | Novo |
|                         | Outros (com menos de 1,00%)    | 267    | 3,64 / 100,00   |      |
| Votos Inválidos         | Votos Inválidos                | 587    | 8,02 / 100,00   | 0,06 |
| Total                   | Total                          | 7 320  | 100,00 / 100,00 |      |
| Eleitorado/Participação | Eleitorado/Participação        | 18 273 | 40,06 / 100,00  | 2,42 |

#### Vilarinho das Cambas
| Partido                 | Partido                     | Votos | %               | +/-  |
| ----------------------- | --------------------------- | ----- | --------------- | ---- |
|                         | Partido Social Democrata    | 184   | 37,78 / 100,00  | -    |
|                         | Partido Socialista          | 143   | 29,36 / 100,00  | 2,17 |
|                         | CDS – Partido Popular       | 62    | 12,73 / 100,00  | -    |
|                         | Bloco de Esquerda           | 19    | 3,90 / 100,00   | 0,83 |
|                         | Pessoas–Animais–Natureza    | 10    | 2,05 / 100,00   | 1,17 |
|                         | LIVRE                       | 5     | 1,03 / 100,00   | 0,29 |
|                         | Outros (com menos de 1,00%) | 17    | 3,49 / 100,00   |      |
| Votos Inválidos         | Votos Inválidos             | 47    | 9,65 / 100,00   | 3,29 |
| Total                   | Total                       | 487   | 100,00 / 100,00 |      |
| Eleitorado/Participação | Eleitorado/Participação     | 1 150 | 42,35 / 100,00  | 1,16 |